# Olympische Sommerspiele 2016/Synchronschwimmen – Gruppe
Der Gruppenwettkampf im Synchronschwimmen bei den Olympischen Spielen 2016 in Rio de Janeiro fand am 18. und 19. August 2016 im Parque Aquático Maria Lenk statt.

## Qualifikation
| Qualifikationswettbewerb   | Datum                     | Ort            | Plätze | Qualifizierte Nation |
| -------------------------- | ------------------------- | -------------- | ------ | -------------------- |
| Gastgeber                  | 2. Oktober 2009           | Kopenhagen     | 1      | Brasilien            |
| Europameisterschaften 2015 | 8. – 10. Mai 2015         | Haarlemmermeer | 1      | Russland             |
| Afrika-Qualifikation       | 24. Juli – 9. August 2015 | Kasan          | 1      | Ägypten              |
| Asien-Qualifikation        | 24. Juli – 9. August 2015 | Kasan          | 1      | China                |
| Ozeanien-Qualifikation     | 24. Juli – 9. August 2015 | Kasan          | 1      | Australien           |
| Qualifikationsturnier 2016 | 2. – 6. März 2016         | Rio de Janeiro | 3      | Italien              |
| Qualifikationsturnier 2016 | 2. – 6. März 2016         | Rio de Janeiro | 3      | Griechenland         |
| Qualifikationsturnier 2016 | 2. – 6. März 2016         | Rio de Janeiro | 3      | Spanien              |
| Gesamt                     | Gesamt                    | Gesamt         | 8      | 8                    |

## Titelträger
| Olympiasiegerinnen | Russland Besetzung: Anastassija Dawydowa, Marija Gromowa, Natalja Ischtschenko, Darja Korobowa, Alexandra Pazkewitsch, Swetlana Romaschina, Anschelika Timanina, Alla Schischkina                                               | London 2012 |
| Weltmeisterinnen   | Russland Besetzung: Michaela Kalantscha, Swetlana Kolesnitschenko, Lilija Nisamowa, Alexandra Pazkewitsch, Jelena Prokofjewa, Alla Schischkina, Marija Schurotschkina, Anschelika Timanina, Gelena Topilina, Wlada Tschigirjowa | Kasan 2015  |

## Ergebnisse
18. August 2016, 13:00 (UTC−3)
19. August 2016, 12:00 (UTC−3)
| Platz | Athletinnen | Nation     | Technik | Kür     | Gesamt   |
| ----- | --- | ---------- | ------- | ------- | -------- |
| 1     | Wlada Tschigirjowa Natalja Ischtschenko Swetlana Kolesnitschenko Alexandra Pazkewitsch Swetlana Romaschina Alla Schischkina Marija Schurotschkina Gelena Topilina Jelena Prokofjewa | Russland   | 97,0106 | 99,1333 | 196,1439 |
| 2     | Gu Xiao Guo Li Li Xiaolu Liang Xinping Sun Wenyan Tang Mengni Yin Chengxin Zeng Zhen Huang Xuechen                                                                                  | China      | 95,6174 | 97,3667 | 192,9841 |
| 3     | Aika Hakoyama Yukiko Inui Kei Marumo Risako Mitsui Kanami Nakamaki Mai Nakamura Kano Omata Kurumi Yoshida Aiko Hayashi                                                              | Japan      | 93,7723 | 95,4333 | 189,2056 |
| 4     | Lolita Ananassowa Olena Hretschychina Darja Juschko Aleksandra Sabada Kateryna Sadurska Ksenija Sydorenko Anastassija Sawtschuk Anna Woloschyna Olha Solotarjowa                    | Ukraine    | 93,4413 | 95,1667 | 188,6080 |
| 5     | Elisa Bozzo Beatrice Callegari Camilla Cattaneo Linda Cerruti Manila Flamini Francesca Deidda Mariangela Perrupato Sara Sgarzi Costanza Ferro                                       | Italien    | 91,1142 | 92,2667 | 183,3809 |
| 6     | Luisa Borges Maria Bruno Beatriz Feres Branca Feres Maria Clara Lobo Maria Eduarda Miccuci Lorena Molinos Lara Teixeira Pâmela Nogueira                                             | Brasilien  | 84,7985 | 87,2000 | 171,9985 |
| 7     | Leila Abdelmoez Samia Ahmed Nariman Aly Nour Elayoubi Jomana Elmaghrabi Dara Hassanien Salma Negmeldin Nada Saafan Nehal Saafan                                                     | Ägypten    | 76,9838 | 78,5667 | 155,5505 |
| 8     | Bianca Hammett Danielle Kettlewell Nikita Pablo Emily Rogers Cristina Sheehan Rose Stackpole Amie Thompson Deborah Tsai Hannah Cross                                                | Australien | 74,0667 | 75,4333 | 149,5000 |